# جامعة باشكنت
جامعة باشكنت (بالتركية: Başkent Üniversitesi)‏ هي جامعة خاصة في تركيا تأسست عام 1994. تقع في مدينة أنقرة.